# KSV Köllerbach
Der Kraftsportverein Athletik Einigkeit Köllerbach-Püttlingen e. V. (kurz: KSV Köllerbach) ist ein Sportverein aus dem saarländischen Köllerbach, der sechsmal deutscher Mannschaftsmeister der Ringer war, zuletzt in der Saison 2008/09.
Seine Heimkämpfe bestreitet der KSV in der Kyllberghalle oder im Trimmtreff Viktoria in Köllerbach.

## Geschichte
Der Verein wurde im August 1926 als Athletenclub Einigkeit Sellerbach gegründet. 1932 wurde Sellerbach mit anderen Dörfern zur Gemeinde Köllerbach zusammengefasst. Der Athletenclub wurde zum KSV Einigkeit Köllerbach.
1966 wurden die Köllerbacher Ringer erstmals Deutscher Meister. Auf die Vizemeisterschaft 1967 folgte ein Jahr später die zweite Deutsche Meisterschaft; 1972 errangen die Kraftsportler den dritten Titel. An diesen drei Meisterschaften hatte Werner Hoppe großen Anteil.
1974 wurde Köllerbach in die Stadt Püttlingen eingemeindet; 1983 fusionierte der KSV Köllerbach mit dem KSV Püttlingen. Seither trägt der Verein seinen heutigen Namen.
2001 wurden die Ringer erneut Deutscher Vizemeister.
In der Bundesligasaison 2005/2006 verpasste der KSV das Finale nur knapp; im Halbfinale gegen Hallbergmoos fehlte den Saarländern letztlich nur ein Punkt. In der Saison 2006/07 aber gelang dann erneut die Meisterschaft: Im Halbfinale schalteten die Saarländer den KSV Witten aus und besiegten in den zwei Finalkämpfen auch Titelverteidiger 1. Luckenwalder SC. In den beiden folgenden Jahren konnten die Köllerbacher sich in den Finalkämpfen erneut gegen den gleichen Gegner durchsetzen und somit zum dritten Mal in Folge die Meisterschaft erringen. In der Saison 2011/2012 wurde der Verein erneut deutscher Vizemeister.

## Bekannte Ringer
| - Ismail Baygus - Jan Fischer - / Elis Guri - Christoph Hellmann - Werner Hoppe - Jürgen Kleer | - Juri Kohl - / Gennadi Wladimirowitsch Korban - Krassimir Kotschew - Oleg Kutscherenko - Rolf Lacour - Bajaraagiin Naranbaatar | - Nikolai Paslar - Konstantin Schneider - Paul Schneider - Kurt Spaniol - Alfred Ter-Mkrtchyan | - Fred Theobald - / Wladimir Togusow - Erwin Trouvain - Gerd Volz - Wenelin Wenkow |